# إساءة قانونية
الإساءة القانونية أو التعسف القانوني هي الإجراءات القانونية غير العادلة أو غير المناسبة والتي تُضمِر نوايا ضارة أو أنانية. يمكن أن تنشأ إساءة الاستخدام من أي جزء تقريبًا من النظام القانوني، ويتضمن التقاضي التافه، والتقاضي الكيدي، وانتهاكات من قبل مُطبقي القانون أنفسهم، وعدم الكفاءة أو الأهلية القانونية، ومحامون مهملون أو فاسدون، وسوء التصرف القضائي من قبل القضاء نفسه.  الاعتداء القانوني مسؤول ليس فقط عن الظلم، ولكن أيضًا عن الضرر بالصحة البدنية والنفسية والمجتمعية.